# Incubation: Time Is Running Out
Incubation: Time Is Running Out (Incubation: Battle Isle Phase Vier en version originale) est un jeu vidéo de tactique au tour par tour développé et édité par Blue Byte, sorti en 1997 sur Windows.

## Accueil
| Incubation            |      |       |
| Média                 | Pays | Notes |
| Computer Gaming World | US   | 3.5/5 |
| Cyber Stratège        | FR   | 4/5   |
| GameSpot              | US   | 66 %  |
| Gen4                  | FR   | 5/6   |
| Joystick              | FR   | 84 %  |
| PC Jeux               | FR   | 86 %  |